# Roberto Russo
Roberto Emilio Russo (Comodoro Rivadavia, Chubut, Argentina, 19 de junio de 1982) es exfutbolista profesional argentino (Actual jugador de Centro de Fomento Ringuelet “Liga Amateur Platense”). Se desempeñó de defensor o Mediocampista.

## Trayectoria

### Comienzos en La Plata FC y Cambaceres
Sus primeros pasos fueron en Club Estudiantes de La Plata, donde hizo las inferiores hasta firmar su primer contrato en la temporada 2003/2004. Luego pasó por La Plata FC y de allí a Defensa y Justicia que lo cedió a préstamo al Club Defensores de Cambaceres. Russo hizo su debut como jugador profesional en el ascenso del fútbol argentino. Por sus buenos rendimientos, equipos de categorías mayores se empezaron a fijar en él.

### Deportivo Morón y Nueva Chicago
En julio del 2008 fue transferido al Club Deportivo Morón donde tuvo un buen campeonato llegando a las etapas definitorias. Disputó 16 encuentros con la camiseta del "albirrojo"
Pasó en la temporada 2010 al Club Atlético Nueva Chicago en la B Metropolitana también. Se podría decir que allí "explotó"; mediante grandes rendimientos pudo acomodarse a la entidad verdinegra y ser una de las figuras del campeonato. Jugó 36 partidos convirtiendo 2 goles.

### Godoy Cruz
Luego de haber jugado en Nueva Chicago, varios equipos de categorías superiores (Primera B Nacional y Primera División) pusieron sus ojos en él.
Debutó en la máxima categoría del Fútbol Argentino con el Club Deportivo Godoy Cruz Antonio Tomba el 8 de agosto de 2010. En dicho partido su equipo empató frente a Boca Juniors por 1 a 1, siendo él quien convertiría el gol de su equipo. Russo se convirtió en uno de los mejores jugadores del plantel que conformaba, algo que llamó la atención de equipos grandes de Argentina y del fútbol extranjero.
En total, disputó 54 partidos con 1 gol vistiendo la camiseta del "Tomba".

### Independiente
Luego de buenas actuaciones en el conjunto Tombino el defensor rescindió su contrato para firmar por 2 años con el Club Atlético Independiente. Sus primeras palabras en el club fueron: Obviamente que es un cambio muy grande, pero estoy contento porque me recibieron muy bien, Cristian me dijo que iba a tener que lucharla, pero que iba a tener mi chance, ojalá me toque estar.
Sostuvo buenas actuaciones en sus 3 partidos disputados pero con la llegada del Américo Gallego a la conducción técnica del equipo, Russo se vio relegado al banco de suplentes perdiendo la titularidad con Gabriel Vallés. A principios de 2013, al no ser tenido en cuenta decide salir a préstamo para tener continuidad en la Primera B nacional.
Jugó 3 encuentros con la camiseta del "Rojo".

### Segundo paso por Chicago
En el mercado de pases de Verano el defensor fue observado por varios equipos debido a que no era tenido en cuenta en Independiente. Aparecieron equipos del exterior y varios de la Primera B Nacional. El 1 de febrero de 2013 llega a un acuerdo y vuelve a Nueva Chicago a préstamo por seis meses sin opción de compra. Hasta finales de aquel mes (28 de febrero), la habilitación para que pueda vestir la camiseta de Chicago no había llegado. Solo disputó 3 encuentros pero el equipo estaba prácticamente descendido.

### Villa San Carlos
Luego de su paso por Chicago, volvió a Independiente, donde tenía contrato vigente. Sin embargo, el técnico "Brindisi" no lo iba a tener en cuenta, así que decidió junto a la comisión directiva rescindir el contrato. Ante las ofertas de Brown (Adrogué) Almirante Brown y Crucero Del Norte el Club Atlético Villa San Carlos, recientemente ascendido a la segunda categoría del fútbol argentino le abre las puertas para continuar su carrera. En los primeros seis meses en el "villero", disputó 6 partidos sin convertir goles.
En el segundo semestre se hace oficial su pase a Guaraní Antonio Franco de Misiones para disputar el Torneo Nacional B jugando todos los partidos del campeonato.

## Clubes
| Club                     | País         | Año           |
| ------------------------ | ------------ | ------------- |
| Estudiantes de La Plata  | Argentina    | 2000-2003     |
| La Plata FC              | Argentina    | 2003-2007     |
| Defensores de Cambaceres | Argentina    | 2007-2008     |
| Deportivo Morón          | Argentina    | 2008-2009     |
| Nueva Chicago            | Argentina    | 2009-2010     |
| Godoy Cruz               | Argentina    | 2010-2012     |
| Independiente            | Argentina    | 2012          |
| Nueva Chicago            | Argentina    | 2012-2013     |
| Villa San Carlos         | Argentina    | 2013-2014     |
| Guaraní Antonio Franco   | Argentina    | 2014-2015     |
| C.F. Ringuelet           | Argentina    | 2017-2020     |
| Abastense FC             | Argentina    | 2021-presente |
| C.F.Ringuelet            | 🇦🇷 Argentina | Actualidad    |